# Anglosaxiska mynt
De äldsta anglosaxiska mynten dateras till omkring år 600 och är efterbildningar av romerska solidi och trienter. Anglosaxiska mynt hittas vanligen i stora skattfynd, ofta tillsammans med andra mynt, främst arabiska och tyska. I allmänhet är de väl konserverade. De har också verkat som förebilder för de äldsta nordiska mynten.

## Historik
De första silvermynten, sceattas, tillkom omkring 650. Stycas, av något senare datum, var av koppar och hade samma vikt som sceattas (1 till 1,25 g). Stycas fortlevde in på 800-talet, medan sceattas trängdes undan vid 700-talets mitt av den tunnare, större och något tyngre pennyn (vikt omkring 1,4 g). Pennyn antog under 900-talet ett ganska uniformt utseende med konungens profilbild och namn på aversen samt på reversen ett kors av skiftande utseende tillsammans med namn på myntpräglare och myntort. Antalet varianter är dock mycket stort på grund av mängden av dessa (under Ethelred 978 – 1016 över 80 respektive över 800).
Anglosaxiska mynt är för oss av stort intresse. Vid sidan av arabiska och tyska mynt förekommer de talrikt i de stora skandinaviska myntfynden från vikingatiden. Den tidigaste importen av anglosaxiska mynt skedde under 800-talet, men först Eadgars (959 – 975) mynt är rikligare förekommande. Under Etelreds och Knut den stores (1016 – 1035) tid skedde den stora importen av anglosaxiska mynt. Sedan avtog den långsamt under 1000-talets lopp.
Den rikliga förekomsten av anglosaxiska mynt i Norden måste ses mot bakgrund av vikingatågen mot England. Trots att dessa främst utgick från Danmark har fynd av mynt gjorts i betydligt större utsträckning i Sverige än i Danmark, främst i de östra kustlandskapen varav över hälften på Gotland. Detta antyder att handeln spelat en större roll för deras fördelning.